# Pierres runiques mannoises

Carte du royaume scandinave qui comprenait l'île de Man à la fin du XI

Les pierres runiques mannoises sont des pierres runiques érigées par les populations scandinaves de l'île de Man pendant l'Âge des Vikings, du Xe au XIe siècle. Malgré sa taille réduite, l'île de Man se démarque par son nombre élevé de pierres runiques : en 1983 on en comptait 26 ; par comparaison la Norvège en avait 33. Leur nombre élevé peut s'expliquer par le mélange des traditions des migrants norrois à ériger des pierres runiques avec cette tradition celtique locale d'ériger des hautes croix.
De plus, l'église locale a contribué au mouvement en ne condamnant pas les runes comme païennes, et a même encouragé cette tendance pour des usages chrétiens. La formule la plus commune, qui apparait sur 16 pierres, est « N érigea cette croix à la mémoire de M ».
Les pierres runiques mannoises sont différentes de celles connues en Scandinavie. En Norvège les pierres runiques sont appelées des « pierres » dans les inscriptions, alors que les pierres runiques élevées sur les îles Britanniques sont plutôt appelées des « croix ».

## Paroisse d'Andreas

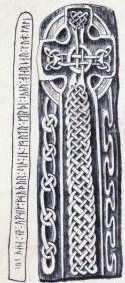

### Croix de Thorwald

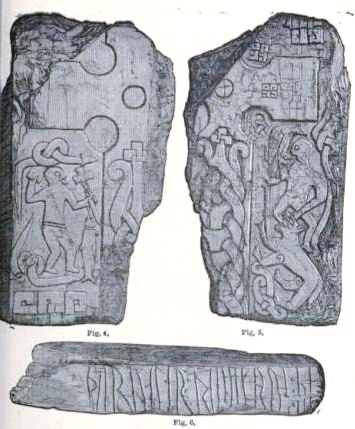
Croix de Thorwald, par P. M. C. Kermode (1892).

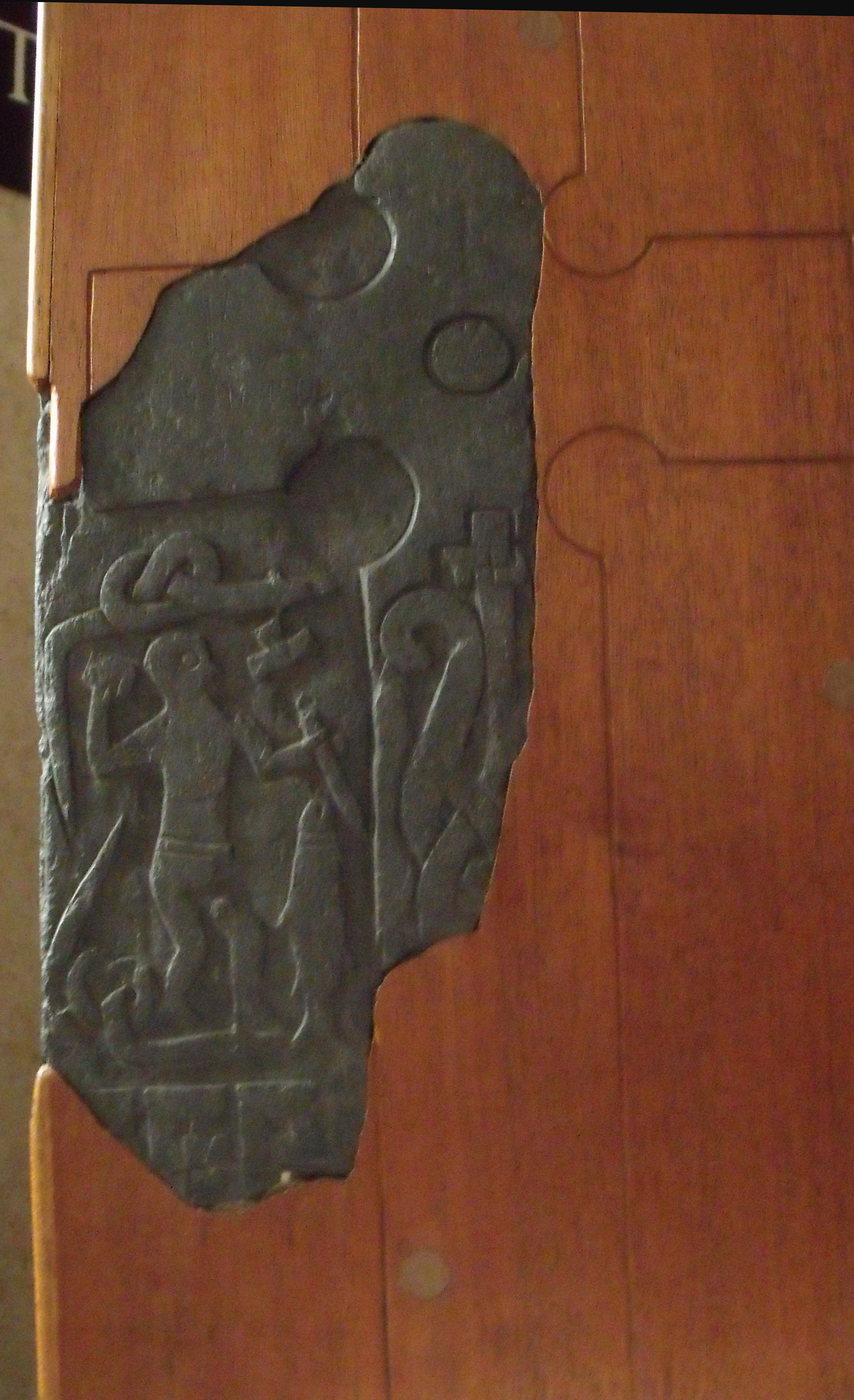
Croix de Thorwald.

La croix de Thorwald se trouve dans l'église Andreas. Les seules inscriptions runiques préservées attribuent la fabrication à un certain Þorvaldr. On y trouve une représentation d'un homme barbu tenant une lance avec un pied dans la gueule d'un loup et un oiseau sur son épaule. Ceci pourrait correspondre au dieu Odin en train de se faire engloutir par le loup Fenrir au Ragnarök. En effet, il tiendrait sa lance Gungnir et il serait accompagné d'un de ses corbeaux. La croix est datée du Xe ou XIe siècle. On y trouve également une image qui pourrait correspondre au Christ triomphant de Satan. Il s'agirait donc d'un syncrétisme, un mélange de croyances païennes et chrétiennes.
Translittération en vieux norrois :
Þorvaldr reisti kross þe[nna].
Traduction en français :
« Thorwald érigea [cette] croix. »

## Paroisse de Ballaugh

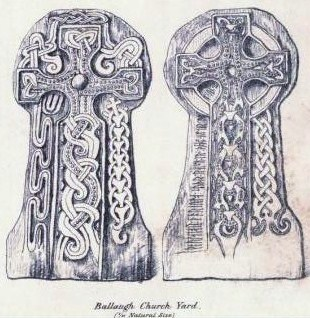

## Paroisse de Braddan

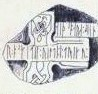

## Paroisse d'Onchan

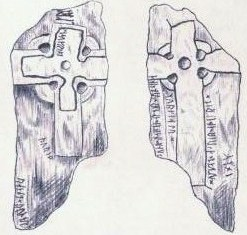

## Paroisse de Michael
Le transept nord de l'église de Michael expose plusieurs croix de pierres datées du VIIe au XIe siècle. On connaît le nom d'un des sculpteurs : il s'agit d'un certain Gaut Bornson (milieu du Xe siècle). La plupart des croix, en revanche, sont l'œuvre de Joalf qu'il a destinées à sa mère, Frida.

### Croix du dragon

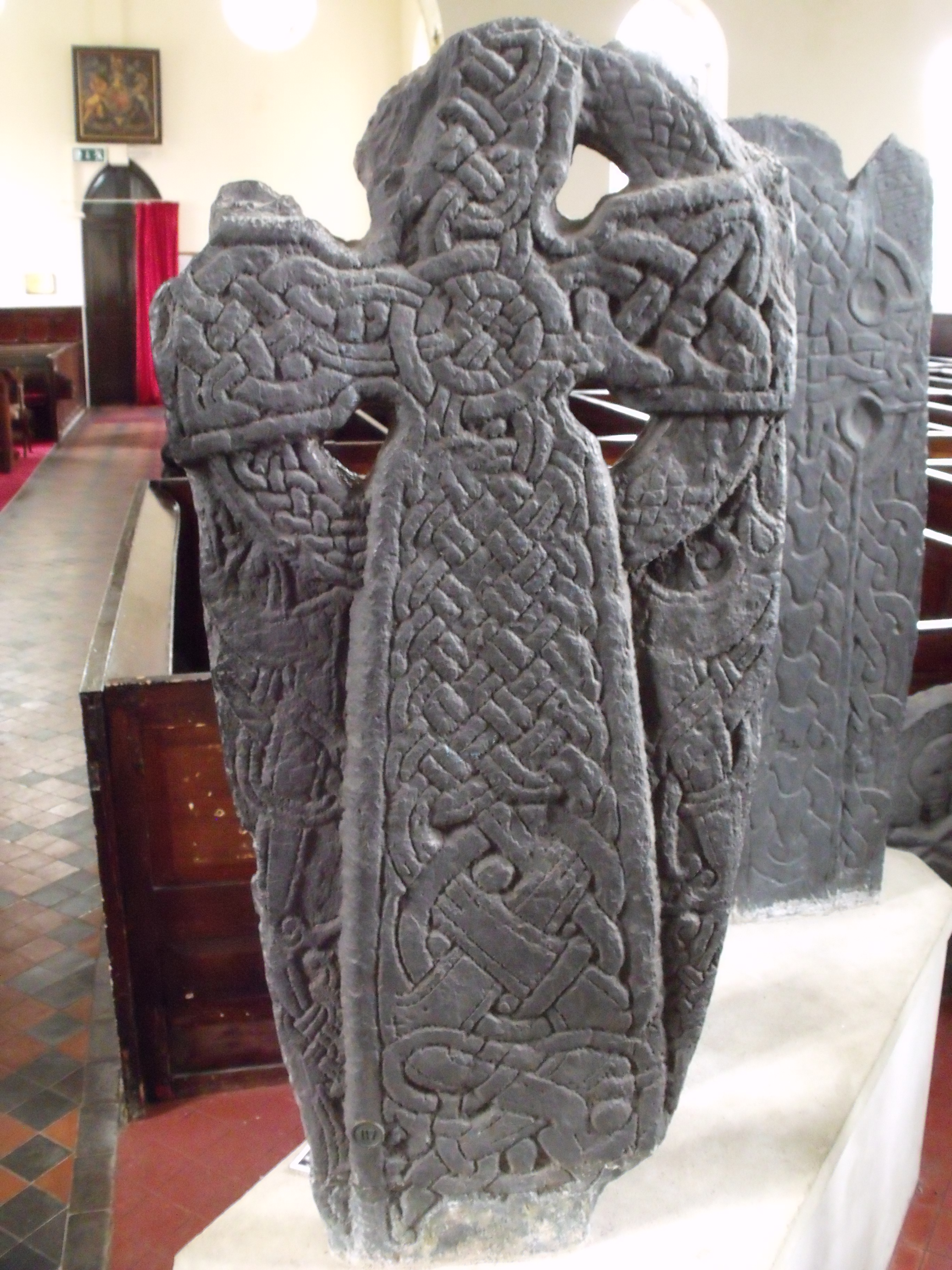
La croix du dragon (Kirk Michael).

La croix du dragon est considérée comme une des croix les mieux préservées et les plus belles de l'île de Man. Sculptée au XIe siècle, elle se caractérise par un double entrelacs original qui en font une œuvre unique. Des deux côtés de la croix on aperçoit un dragon qui se mêle aux entrelacs de la croix. L'influence scandinave est évidente.

### Croix de Gaut

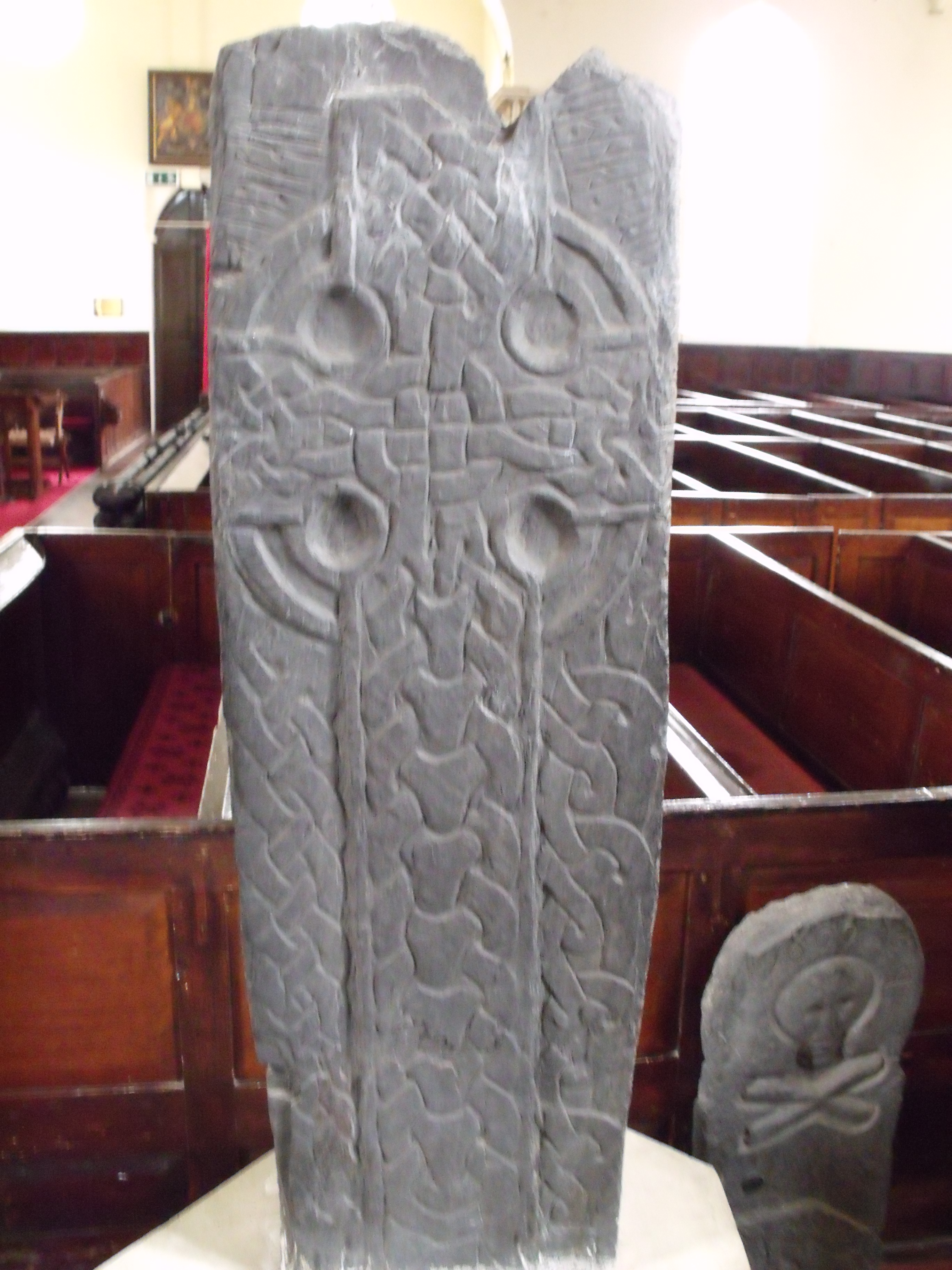
La croix de Gaut (Kirk Michael).

Cette croix est réalisée par le sculpteur scandinave Gaut. Son œuvre est innovante car il introduit une chaîne annelée le long de la croix, élément qui sera repris par ses successeurs. Il est l'inventeur de la torsion, que la plupart de ses successeurs lui emprunteront et qui est caractéristique de la sculpture mannoise de cette époque.
Un texte court le long de la sculpture, d'abord sur une tranche, puis sur la face, de part et d'autre de la tête de la croix. On y lit :
Translittération en vieux norrois :
Mail : Brikti : sunr : Athakans : smith : raisti : krus : thano : fur : salu sina : sin : bru kuin : Kaut. kirthi : thano : auk ala : I Maun.
Traduction en français :
« Mael Brigde fils d'Athakan le forgeron a érigé cette croix pour sa propre âme [et celle de] la femme de son frère. Gaut l'a faite, comme toutes sur Man. »

### Croix de la crucifixion

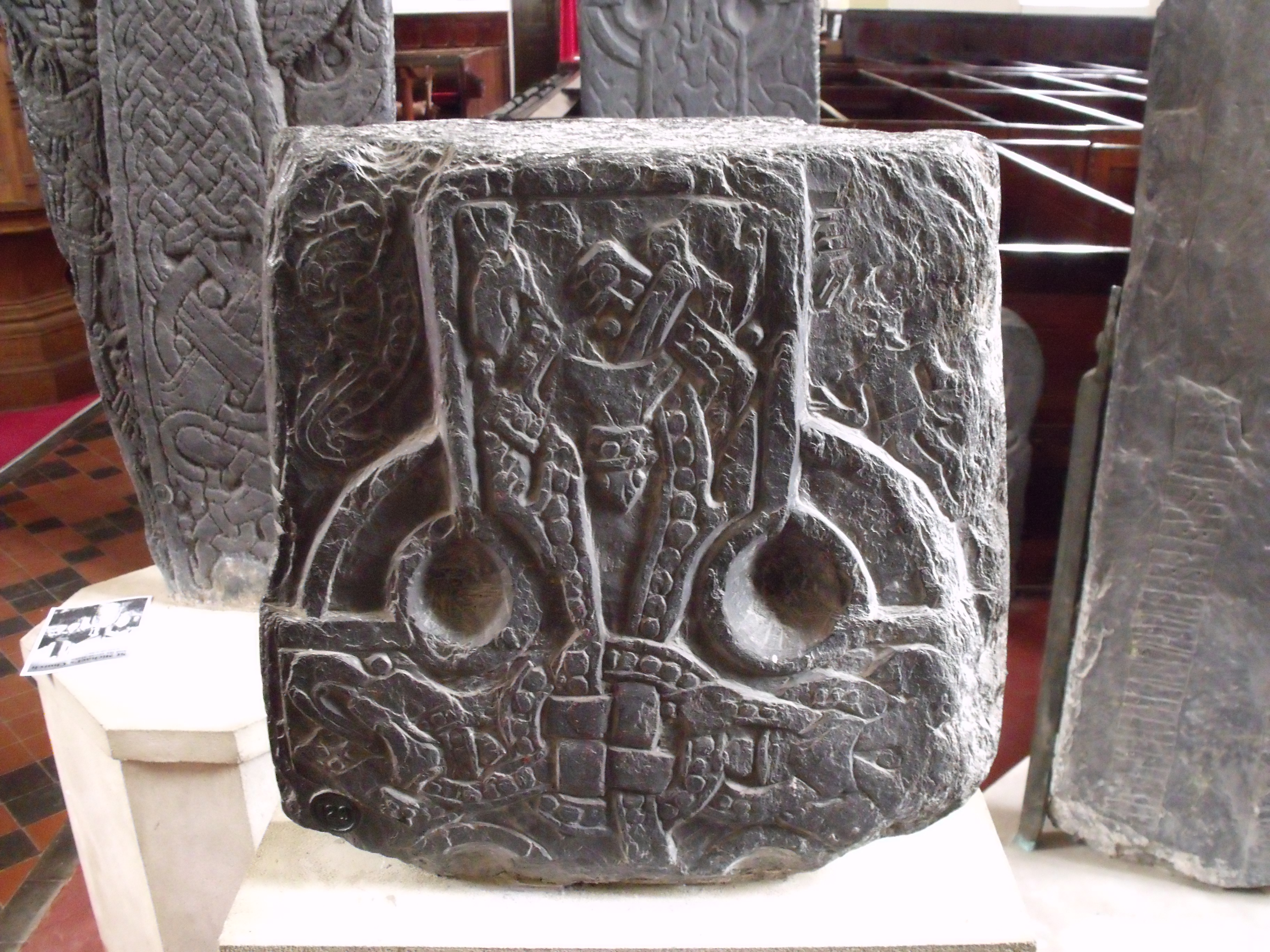
Croix de la crucifixion (Kirk Michael).